# 1989年のル・マン24時間レース

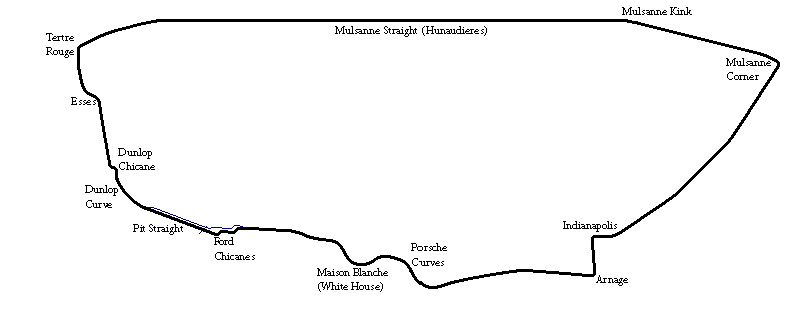
1989年のコース

1989年のル・マン24時間レース（24 Heures du Mans 1989 ）は、57回目のル・マン24時間レースであり、1989年6月10日から6月11日にかけてフランスのサルト・サーキットで行われた。

## 概要
主催者のフランス西部自動車クラブとレースの国際組織である国際自動車連盟とのテレビ放映権を巡る対立が表面化し、スポーツカーのシリーズから外された単独の国際格式レースとして行なわれた。この年は伝統のユーノディエールにシケインが入らない状態で行なわれた最後の年となった。
予選初日にジャン＝マリー・バレストルは秘密会議を招集し、経費を削減するためとして1990年からフォーミュラ1と同じ3.5リットルのノンターボエンジンとすることを提案したが、日産自動車の町田にターボ車の方が経費がかからない旨反論を受け、日産以外のメーカーもこれに同調したためレギュレーション変更は時期尚早であることを認めざるを得なくなった。

### グループC1
前年タイヤバーストで参加していないハンディはあるものの、熟成の進んでいなかった前年ですら高い戦闘力を見せたことから優勝候補として挙げられていたのはメルセデス・ベンツのザウバー・C9である。BMWで数々の実績を挙げていたヨッヘン・ニーアパッシュを監督に起用し、一歩進めた強力な体制での参戦となった。車両はスポンサーカラーでなくナショナルカラーである銀色で、フランス人やイギリス人の中にはアドルフ・ヒトラーがメルセデス・ベンツやアウトウニオンを支援して銀色のマシンでサーキットを荒らし回った時代を想起した人もいた。ただドライバーはフランス人、イギリス人、イタリア人などドイツ人に限られない国際色豊かな顔ぶれであった。エンジンはDOHCのM119型となった。去年のタイヤバーストの原因はダウンフォースが大きくタイヤが耐えられなかったことによることが分かったので、ダウンフォースを小さくし空気抵抗が減少したボディーとなり、この副産物として最高速が伸びた。ただあまり操縦安定性は良くなくドライバーの負担は大きかったという。
念願の優勝を前年果たしたジャガーはトム・ウォーキンショーが直接管理する4両のXJR-9を持ち込み、連覇を狙っていた。ただ新しく切り替える方向であったV型6気筒ターボエンジンはル・マンに持ち込めるだけの信頼性がなく、引き続き大きく重い7リットルエンジンで戦うこととなった。スポーツカーレースシリーズではハンドリングに悩まされていたがル・マンに来るまでに解決した。
ポルシェはワークス参戦を取りやめ、ヨースト・レーシング等有力プライベーターを支援するに留まったが、台数としては依然最大勢力であった。
前年にル・マン最高速記録を樹立したWMセカテバは、資金難のためこの年の参戦予定はなかったが、ル・マンがスポーツカーのシリーズから外されたことを受けて参戦を決定した。次なる目標を24時間の完走に定め、P87とP88を改装したP489を計2台投入した。
ニッサンはシャシをアルミニウムハニカムモノコックだったマーチ製から軽量で剛性のある炭素繊維コンポジットのローラ製に切り替えて大幅な戦力アップを果たし有力チームに仲間入り、ポテンシャルでトヨタやマツダをしのぎ、日本車によるル・マン総合優勝に関してニッサンが最有力候補となったように思われた。しかしシャシ/エンジンを新しくしたため充分な熟成ができずにル・マンを迎えることになった。出場は日本のニスモから1台、ヨーロッパのNME(ニッサン・モータースポーツ・ヨーロッパ)から1台、アメリカのエレクトラモーティブから1台の計3台である。VRH35エンジン開発に関してエンジン設計責任者だった林義正は当初内径φ85mm×行程77mmの3,495ccを主張したが上司の同意が得られず、後に人事異動で認められたもののすでにル・マンへの投入には時間切れで、実際には内径φ85mm×行程75mmの3,405ccだったという。
トヨタはニッサンがレース専用のV型8気筒エンジンを開発したことに触発され、ようやく開発したV型8気筒ツインターボ、エンジンを開発、参加するだけだった状態からの脱皮を図りつつあった。エンジンは内径φ82mm×行程75mmで3,169cc、圧縮比8.0で800PS/8,000rpmと発表された。エンジンを積むシャシも開発が必要になったが、それまでにトムスで蓄積された技術は生かされず、TRDで設計されることになった。新型のトヨタ・89C-Vを2台の他、大事を取って旧型のトヨタ・88Cも1台出走させた。新型車両はエンジンがピーキーで、操縦性も旧型車両と違っていた。トヨタ・88Cは製作したトムスが主導してセッティングを進めた。トヨタ、TRD、トムスと船頭が多くレースの方向性を巡りエネルギーを集中する面ではあまり効率が良くない体制であった。
アストンマーティンはリアウィングの下にラジエーターを設置する奇妙な車両を持ち込んでいた。
ランチアは4年落ちの中古車で、予選通過さえ危うかった。

### IMSA GTP
前年のル・マンの後、マツダとマツダスピードは予選で10秒以上のタイムアップを図ること、7位以内の入賞と具体的な目標を掲げ、ジャガーと同ペースで走るためエンジンとシャシの性能をそれぞれ15％向上させることで一致していた。エンジン担当の栗尾憲之はエアファンネルをエンジン回転による伸縮式としトルクピークを2箇所とすることに成功した。また鋼鉄製だったアペックスシールをセラミック製に置換、補機類を大幅に軽量化した。これらの改良により、改良前に550PSだったエンジンは燃費を向上させながら630PSとなった。トラブル対策、車体軽量化、空力性能の追求も行なわれた。前年モデルの改良型であるマツダ・767Bが3台出場した。

## 予選
初日は晴れた。
メルセデス・ベンツは速く、3分15秒04で1位。2位も獲得し最前列を占めた。
ノンターボにも関わらずジャガーが3位と4位につけ、去年よりも確実に速くなっていることを伺わせた。
5位はヨーストポルシェ。
ニッサンは初歩的なトラブルでタイムは上がらなかったが、NMEの24号車が3分24秒09、12位で日本車最高位となった。
トヨタは調子が悪く、決勝までにまともな車に仕上がるかどうかという瀬戸際に立たされていた。宣伝部からエンジニアに速さをアピールするよう要請があり、予選用にブースト圧を上げたタイムアタック用エンジンを積んだTカーを持ち込み、直線だけぶっ飛ばしてタイムを出す手法でタイムを出すこととし、初日に走行が開始されて1時間40分でジェフ・リースがそれまでのトヨタの記録より10秒以上速い3分15秒51を記録、その段階で1位であった。この記録は認められず。記録としては37号車が3分25秒60で17位、36号車が3分28秒32で24位、38号車が3分28秒64で25位となり、国産勢では最下位となった。
マツダは従野孝司が完全に修復された202号車で3分25秒45を記録し16位。

## 決勝
レースは大荒れの展開になった。
ニッサンはNMEの24号車がスタート直後に5位に浮上し23号車も一時3位を走行するなど健闘したが、3台ともエンジントラブルでリタイヤとなった。しかし組み付けミスによるオーバーヒート、夜間のオーバークールによるオイル希釈でメタルが焼き付く等対策可能なトラブルであることがはっきりしており、今後に期待を持たれた。
トヨタは予選用の1基を除いて全く出力が上がらず、また足回りの改善も進まず、開始前から勝負を放棄せざるを得なかった。38号車が1時間でスピンしてサスペンションにダメージを受け、36号車が3時間でエンジントラブル、37号車が3時間40分でドライブシャフト折損によりクラッシュし、結局全車リタイヤであった。しかもトヨタはプレスリリースに状況を書く際に技術陣がドライブシャフトが折れて事故になったことを認めようとせず、さらに評判を落とした。
アストンマーティンは19号車がスタート直後から電気系統のトラブルに見舞われ、2時間35分でリタイヤするまで治らなかった。18号車がブライアン・レッドマン運転時にユーノディエール辺りで左後サスペンション不調でスローダウンししばらくピットインを強いられたが、24時間で4,601.990kmを平均速度191.635km/hで走り、11位に入った。
マツダは前年のマシンの熟成により安定した戦いぶりで、3台ともがサスペンショントラブルを起こしたものの軽症で大きく順位を落とすことはなかった。
ジャガーは全車両が深刻なタイヤトラブルに悩まされた。1号車は6時15分に排気系とトランスミッションにトラブルがあり、9時30分にパトリック・タンベイがテルトルルージュでスピンしたものの、153週目から5時間ほどトップを確保するなどよく走った。り、2号車はユーノディエールで最高速度389km/hを記録したが、18時50分でショックアブソーバー不調、21時4分フロントボンネット交換、22時55分プライス・コブがテルトルルージュでコースアウト、5時18分アルナージュで発煙しヘッドガスケット破損によりリタイヤとなった。3号車は18時58分ユーノディエールでバルブ破損、公式には22時23分にリタイヤとなった。4号車はスタート後わずか8分で車輪交換、20時11分排気管部品交換、5時52分フォードシケインでミシェルがスピン、6時44分またしても排気管不調、8時に再びスピンとトラブルが続き、15位まで後退したが、その後ペースを上げ、最高速386km/hを記録するなど追い上げた。

## 結果
16時間目にヨッヘン・マス/マニュエル・ロイター/スタンレー・ディケンズ組のザウバー・C9の63号車がトップに立ち、24時間で5,265.115kmを平均速度219.90km/hで走り、61号車を伴って1-2フィニッシュ、メルセデス・ベンツが勝利したのは1952年のル・マン24時間レース以来37年ぶりであった。ザウバー・C9の61号車はレース中に400km/hを記録した。
3位はヨースト・レーシング9号車のポルシェ・962であり、レース中も一時はトップを走ったことでその戦闘力がまだまだ高いことを示した。
ジャガー陣営では1号車が24時間で5,143.300kmを平均速度214.589km/hで走り4位、これがジャガー陣営最高位となった。4号車が24時間で4,980.80kmを平均速度207.716km/hで走り8位。
マツダはトヨタやニッサンが全車リタイヤした中で完走、7、9、12位に入った。7位の201号車は368周走行しているからかなり大きな成果であったが、商品本部長であった達富康夫は優勝争いに絡まず完走ペースで走っているのを物足りなく感じ、1990年のル・マン24時間レースに向け大幅な性能向上を図ることにした。
| 順位   | クラス | ナンバー | チーム                                                        | ドライバー                                                                         | シャシ                                              | タイヤ | 周回数 |
| 順位   | クラス | ナンバー | チーム                                                        | ドライバー                                                                         | エンジン                                            | タイヤ | 周回数 |
| ------ | ------ | -------- | ------------------------------------------------------------- | ---------------------------------------------------------------------------------- | --------------------------------------------------- | ------ | ------ |
| 1      | C1     | 63       | チーム・ザウバーメルセデス                                    | - ヨッヘン・マス - マヌエル・ロイター - スタンレー・ディケンズ                     | ザウバー・C9                                        | M      | 389    |
| 1      | C1     | 63       | チーム・ザウバーメルセデス                                    | - ヨッヘン・マス - マヌエル・ロイター - スタンレー・ディケンズ                     | メルセデス・ベンツ・M119型5.0リットルV型8気筒ターボ | M      | 389    |
| 2      | C1     | 61       | チーム・ザウバーメルセデス                                    | - マウロ・バルディ - ケニー・アチソン - ジャンフランコ・ブランカテリ               | ザウバー・C9                                        | M      | 384    |
| 2      | C1     | 61       | チーム・ザウバーメルセデス                                    | - マウロ・バルディ - ケニー・アチソン - ジャンフランコ・ブランカテリ               | メルセデス・ベンツ・M119型5.0リットルV型8気筒ターボ | M      | 384    |
| 3      | C1     | 9        | ヨースト・レーシング                                          | - ハンス＝ヨアヒム・スタック - ボブ・ウォレク                                      | ポルシェ・962C                                      | G      | 382    |
| 3      | C1     | 9        | ヨースト・レーシング                                          | - ハンス＝ヨアヒム・スタック - ボブ・ウォレク                                      | ポルシェ・935型3.0リットル水平対向6気筒ターボ       | G      | 382    |
| 4      | C1     | 1        | - シルクカット・ジャガー - トム・ウォーキンショー・レーシング | - ヤン・ラマース - パトリック・タンベイ - アンドリュー・ギルバート＝スコット       | ジャガー・XJR-9LM                                   | D      | 380    |
| 4      | C1     | 1        | - シルクカット・ジャガー - トム・ウォーキンショー・レーシング | - ヤン・ラマース - パトリック・タンベイ - アンドリュー・ギルバート＝スコット       | ジャガー・7.0リットルV型12気筒                      | D      | 380    |
| 5      | C1     | 62       | チーム・ザウバーメルセデス                                    | - ジャン＝ルイ・シュレッサー - ジャン＝ピエール・ジャブイーユ - アラン・クディーニ | ザウバー・C9                                        | M      | 378    |
| 5      | C1     | 62       | チーム・ザウバーメルセデス                                    | - ジャン＝ルイ・シュレッサー - ジャン＝ピエール・ジャブイーユ - アラン・クディーニ | メルセデス・ベンツ・M119型5.0リットルV型8気筒ターボ | M      | 378    |
| 6      | C1     | 8        | ヨースト・レーシング                                          | - アンリ・ペスカロロ - クロード・バローレナ - ジャン＝ルイ・リッチ                 | ポルシェ・962C                                      | G      | 371    |
| 6      | C1     | 8        | ヨースト・レーシング                                          | - アンリ・ペスカロロ - クロード・バローレナ - ジャン＝ルイ・リッチ                 | ポルシェ・935型3.0リットル水平対向6気筒ターボ       | G      | 371    |
| 7      | GTP    | 201      | マツダスピード                                                | - デビット・ケネディ - ピエール・デュドネ - クリス・ホジェッツ                     | マツダ・767B                                        | D      | 368    |
| 7      | GTP    | 201      | マツダスピード                                                | - デビット・ケネディ - ピエール・デュドネ - クリス・ホジェッツ                     | マツダ・13J改型2.6リットル4ローター                 | D      | 368    |
| 8      | C1     | 4        | - シルクカット・ジャガー - トム・ウォーキンショー・レーシング | - アラン・フェルテ - ミッシェル・フェルテ - エリセオ・サラザール                   | ジャガー・XJR-9LM                                   | D      | 368    |
| 8      | C1     | 4        | - シルクカット・ジャガー - トム・ウォーキンショー・レーシング | - アラン・フェルテ - ミッシェル・フェルテ - エリセオ・サラザール                   | ジャガー・7.0リットルV型12気筒                      | D      | 368    |
| 9      | GTP    | 202      | マツダスピード                                                | - 従野孝司 - エルヴェ・ルゴー - エリオット・フォーブス・ロビンソン                 | マツダ・767B                                        | D      | 365    |
| 9      | GTP    | 202      | マツダスピード                                                | - 従野孝司 - エルヴェ・ルゴー - エリオット・フォーブス・ロビンソン                 | マツダ・13J改型2.6リットル4ローター                 | D      | 365    |
| 10     | C1     | 16       | ブルン・モータースポーツ                                      | - Harald Huysman - ウーヴェ・シェイファー - ドミニク・ラコー                       | ポルシェ・962C                                      | Y      | 351    |
| 10     | C1     | 16       | ブルン・モータースポーツ                                      | - Harald Huysman - ウーヴェ・シェイファー - ドミニク・ラコー                       | ポルシェ・935型3.0リットル水平対向6気筒ターボ       | Y      | 351    |
| 11     | C1     | 18       | - アストンマーティン - エキュリー・エコッセ                   | - ブライアン・レッドマン - マイケル・ロウ - コスタス・ロス                         | アストンマーティン・AMR1                            | G      | 340    |
| 11     | C1     | 18       | - アストンマーティン - エキュリー・エコッセ                   | - ブライアン・レッドマン - マイケル・ロウ - コスタス・ロス                         | アストンマーティン・RDP87型6.0リットルV型8気筒      | G      | 340    |
| 12     | GTP    | 203      | マツダスピード                                                | - 寺田陽次郎 - マルク・デュエツ - フォルカー・ヴァイドラー                         | マツダ・767B                                        | D      | 339    |
| 12     | GTP    | 203      | マツダスピード                                                | - 寺田陽次郎 - マルク・デュエツ - フォルカー・ヴァイドラー                         | マツダ・13J改型2.6リットル4ローター                 | D      | 339    |
| 13     | C1     | 55       | チーム・シュパン                                              | - ヴァーン・シュパン - エイエ・エリジュ - ゲイリー・ブラバム                       | ポルシェ・962C                                      | D      | 321    |
| 13     | C1     | 55       | チーム・シュパン                                              | - ヴァーン・シュパン - エイエ・エリジュ - ゲイリー・ブラバム                       | ポルシェ・935型3.0リットル水平対向6気筒ターボ       | D      | 321    |
| 14     | C2     | 113      | クラージュ・コンペティション                                  | - ジャン・クロード・アンドリュー - Philippe Farjon - 粕谷俊二                      | クーガー・C20B                                      | G      | 312    |
| 14     | C2     | 113      | クラージュ・コンペティション                                  | - ジャン・クロード・アンドリュー - Philippe Farjon - 粕谷俊二                      | ポルシェ・935型3.0リットル水平対向6気筒ターボ       | G      | 312    |
| 15     | C1     | 20       | チーム・デイビー                                              | - ティム・リー・デイビー - トム・ドットノーブル - 池谷勝則                         | ポルシェ・962C                                      | D      | 308    |
| 15     | C1     | 20       | チーム・デイビー                                              | - ティム・リー・デイビー - トム・ドットノーブル - 池谷勝則                         | ポルシェ・935型3.0リットル水平対向6気筒ターボ       | D      | 308    |
| 16     | C2     | 171      | Team Mako                                                     | - ロビー・スターリング - ロス・ハイアット - ドン・シェッド                         | スパイス・SE88C                                     | G      | 307    |
| 16     | C2     | 171      | Team Mako                                                     | - ロビー・スターリング - ロス・ハイアット - ドン・シェッド                         | フォード・コスワースDFL型3.3リットルV型8気筒        | G      | 307    |
| 17     | C2     | 108      | - ロイ・ベイカー・レーシング - GPモータースポーツ             | - ダドリー・ウッド - エヴァン・クレメンツ - フィリップ・ド・ヘニング               | スパイス・SE87C                                     | G      | 303    |
| 17     | C2     | 108      | - ロイ・ベイカー・レーシング - GPモータースポーツ             | - ダドリー・ウッド - エヴァン・クレメンツ - フィリップ・ド・ヘニング               | フォード・コスワースDFL型3.3リットルV型8気筒        | G      | 303    |
| 18     | C2     | 126      | フランス・プロトチーム                                        | - Jean Messaoudi - ピエール＝フランソワ・ルースロ - ティエリー・ルセール           | Argo・JM19C                                         | G      | 297    |
| 18     | C2     | 126      | フランス・プロトチーム                                        | - Jean Messaoudi - ピエール＝フランソワ・ルースロ - ティエリー・ルセール           | フォード・コスワースDFL型3.3リットルV型8気筒        | G      | 297    |
| 19     | C2     | 104      | グラフ・レーシング                                            | - ジャン＝フィリップ・グラン - Remy Pochauvin - Jean-Luc Roy                       | スパイス・SE89C                                     | ?      | 291    |
| 19     | C2     | 104      | グラフ・レーシング                                            | - ジャン＝フィリップ・グラン - Remy Pochauvin - Jean-Luc Roy                       | フォード・コスワースDFL型3.3リットルV型8気筒        | ?      | 291    |
| 20 DNF | C1     | 14       | リチャード・ロイド・レーシング                                | - デレック・ベル - ジェームス・ウィーバー - ティフ・ニーデル                       | ポルシェ・962C GTi                                  | G      | 339    |
| 20 DNF | C1     | 14       | リチャード・ロイド・レーシング                                | - デレック・ベル - ジェームス・ウィーバー - ティフ・ニーデル                       | ポルシェ・935型3.0リットル水平対向6気筒ターボ       | G      | 339    |
| 21 DNF | C1     | 10       | ポルシェ・クレマー・レーシング                                | - 高橋国光 - ブルーノ・ジャコメリ - ジョバンニ・ラバッジ                           | ポルシェ・962C                                      | Y      | 303    |
| 21 DNF | C1     | 10       | ポルシェ・クレマー・レーシング                                | - 高橋国光 - ブルーノ・ジャコメリ - ジョバンニ・ラバッジ                           | ポルシェ・935型3.0リットル水平対向6気筒ターボ       | Y      | 303    |
| 22 DNF | C1     | 25       | ニスモ                                                        | - ジェフ・ブラバム - チップ・ロビンソン - アリー・ルイエンダイク                   | 日産・R89C                                          | D      | 250    |
| 22 DNF | C1     | 25       | ニスモ                                                        | - ジェフ・ブラバム - チップ・ロビンソン - アリー・ルイエンダイク                   | 日産自動車・VRH35Z型3.5リットルV型8気筒ターボ       | D      | 250    |
| 23 DNF | C2     | 101      | チェンバレン・エンジニアリング                                | - フェルミン・ヴェレツ - ニック・アダムス - ルイジ・タヴェルナ                     | スパイス・SE88C                                     | G      | 244    |
| 23 DNF | C2     | 101      | チェンバレン・エンジニアリング                                | - フェルミン・ヴェレツ - ニック・アダムス - ルイジ・タヴェルナ                     | フォード・コスワースDFL型3.3リットルV型8気筒        | G      | 244    |
| 24 DNF | C1     | 17       | レプソル・ブルンモータースポーツ                              | - オスカー・ララウリ - ワルター・ブルン - ヘスス・パレハ                           | ポルシェ・962C                                      | Y      | 242    |
| 24 DNF | C1     | 17       | レプソル・ブルンモータースポーツ                              | - オスカー・ララウリ - ワルター・ブルン - ヘスス・パレハ                           | ポルシェ・935型3.0リットル水平対向6気筒ターボ       | Y      | 242    |
| 25 DNF | C1     | 21       | スパイス・エンジニアリング                                    | - レイ・ベルム - ゴードン・スパイス - リン・セント・ジェームズ                     | スパイス・SE89C                                     | G      | 229    |
| 25 DNF | C1     | 21       | スパイス・エンジニアリング                                    | - レイ・ベルム - ゴードン・スパイス - リン・セント・ジェームズ                     | フォード・コスワースDFZ型3.5リットルV型8気筒        | G      | 229    |
| 26 DNF | C1     | 15       | リチャード・ロイド・レーシング                                | - スティーブン・アンドスカー - デヴィッド・ホブス - デイモン・ヒル                 | ポルシェ・962C GTi                                  | G      | 228    |
| 26 DNF | C1     | 15       | リチャード・ロイド・レーシング                                | - スティーブン・アンドスカー - デヴィッド・ホブス - デイモン・ヒル                 | ポルシェ・935型3.0リットル水平対向6気筒ターボ       | G      | 228    |
| 27 DNF | C1     | 32       | - チーム・ルマン - クラージュ・コンペティション               | - 和田孝夫 - 森本晃生 - アンデルス・オロフソン                                     | マーチ・88S                                         | Y      | 221    |
| 27 DNF | C1     | 32       | - チーム・ルマン - クラージュ・コンペティション               | - 和田孝夫 - 森本晃生 - アンデルス・オロフソン                                     | 日産自動車・VG30型3.0リットルV型6気筒ターボ         | Y      | 221    |
| 28 DNF | C1     | 2        | - シルクカット・ジャガー - トム・ウォーキンショー・レーシング | - ジョン・ニールセン - アンディ・ウォレス - プライス・コブ                         | ジャガー・XJR-9LM                                   | D      | 215    |
| 28 DNF | C1     | 2        | - シルクカット・ジャガー - トム・ウォーキンショー・レーシング | - ジョン・ニールセン - アンディ・ウォレス - プライス・コブ                         | ジャガー・7.0リットルV型12気筒                      | D      | 215    |
| 29 DNF | C2     | 106      | Porto Kaleo Team                                              | - ロビン・スミス - ヴィト・ヴェニナータ - ステファノ・セバスティアーニ             | Tiga・GC288                                         | G      | 194    |
| 29 DNF | C2     | 106      | Porto Kaleo Team                                              | - ロビン・スミス - ヴィト・ヴェニナータ - ステファノ・セバスティアーニ             | フォード・コスワース・DFL3.3リットルV型8気筒        | G      | 194    |
| 30 DNF | C1     | 34       | エキップ・アルメラス・フレール                                | - ジャック・アルメラス - ジャン＝マリー・アルメラス - アラン・イアネッタ           | ポルシェ・962C                                      | G      | 188    |
| 30 DNF | C1     | 34       | エキップ・アルメラス・フレール                                | - ジャック・アルメラス - ジャン＝マリー・アルメラス - アラン・イアネッタ           | ポルシェ・935型3.0リットル水平対向6気筒ターボ       | G      | 188    |
| 31 DNF | C1     | 12       | クラージュ・コンペティション                                  | - パトリック・ゴーニン - ベルナール・ド・ドライヴァー - ベルナール・サンタル       | クーガー・C22LM                                     | G      | 168    |
| 31 DNF | C1     | 12       | クラージュ・コンペティション                                  | - パトリック・ゴーニン - ベルナール・ド・ドライヴァー - ベルナール・サンタル       | ポルシェ・935型3.0リットル水平対向6気筒ターボ       | G      | 168    |
| 32 DNF | C1     | 23       | ニスモ                                                        | - 長谷見昌弘 - 星野一義 - 鈴木利男                                                 | 日産・R89C                                          | D      | 167    |
| 32 DNF | C1     | 23       | ニスモ                                                        | - 長谷見昌弘 - 星野一義 - 鈴木利男                                                 | 日産自動車・VRH35Z型3.5リットルV型8気筒ターボ       | D      | 167    |
| 33 DNF | C1     | 19       | - アストンマーティン - エキュリー・エコッセ                   | - デイビッド・レズリー - レイ・マロック - デヴィッド・シアーズ                     | アストンマーティン・AMR1                            | G      | 153    |
| 33 DNF | C1     | 19       | - アストンマーティン - エキュリー・エコッセ                   | - デイビッド・レズリー - レイ・マロック - デヴィッド・シアーズ                     | アストンマーティン・RDP87型6.0リットルV型8気筒      | G      | 153    |
| 34 DNF | C1     | 22       | スパイス・エンジニアリング                                    | - トーキル・シリング ウェイン・テイラー - ティム・ハーベイ                         | スパイス・SE89C                                     | G      | 150    |
| 34 DNF | C1     | 22       | スパイス・エンジニアリング                                    | - トーキル・シリング ウェイン・テイラー - ティム・ハーベイ                         | フォード・コスワースDFZ型3.5リットルV型8気筒        | G      | 150    |
| 35 DNF | C2     | 103      | フランス・プロトチーム                                        | - Bernard Thuner - ピエール・デ・トイジー - レイモンド・トワルー                   | スパイス・SE88C                                     | G      | 133    |
| 35 DNF | C2     | 103      | フランス・プロトチーム                                        | - Bernard Thuner - ピエール・デ・トイジー - レイモンド・トワルー                   | フォード・コスワースDFL型3.3リットルV型8気筒        | G      | 133    |
| 36 DNF | C2     | 107      | Tiga Race Team                                                | - マックス・コーエンオリバー - ジョン・シェルドン - ロビン・ドノヴァン             | Tiga・GC289                                         | G      | 126    |
| 36 DNF | C2     | 107      | Tiga Race Team                                                | - マックス・コーエンオリバー - ジョン・シェルドン - ロビン・ドノヴァン             | フォード・コスワースDFL型3.3リットルV型8気筒        | G      | 126    |
| 37 DNF | C1     | 7        | ヨースト・レーシング                                          | - フランク・イェリンスキー - ピエール＝アンリ・ラファネル - ルイス・クラージェス   | ポルシェ・962C                                      | G      | 124    |
| 37 DNF | C1     | 7        | ヨースト・レーシング                                          | - フランク・イェリンスキー - ピエール＝アンリ・ラファネル - ルイス・クラージェス   | ポルシェ・935型3.0リットル水平対向6気筒ターボ       | G      | 124    |
| 38 DNF | C1     | 52       | WMセカテバ                                                    | - パスカル・ペジオ - ジャン＝ダニエル・ローレ - フィリップ・ ガッチェ              | WM・P489                                            | M      | 110    |
| 38 DNF | C1     | 52       | WMセカテバ                                                    | - パスカル・ペジオ - ジャン＝ダニエル・ローレ - フィリップ・ ガッチェ              | プジョー・ZNS4型3.0リットルV型6気筒ターボ           | M      | 110    |
| 39 DNF | C1     | 13       | クラージュ・コンペティション                                  | - パスカル・ファーブル - ジャン＝ルイ・ブスケ - 米山二郎                           | クーガー・C22LM                                     | G      | 110    |
| 39 DNF | C1     | 13       | クラージュ・コンペティション                                  | - パスカル・ファーブル - ジャン＝ルイ・ブスケ - 米山二郎                           | ポルシェ・935型3.0リットル水平対向6気筒ターボ       | G      | 110    |
| 40 DNF | C2     | 102      | チェンバレン・エンジニアリング                                | - ジョン・ホッチキスSr. - ジョン・ホッチキスJr. - リチャード・ジョーンズ           | スパイス・SE86C                                     | G      | 86     |
| 40 DNF | C2     | 102      | チェンバレン・エンジニアリング                                | - ジョン・ホッチキスSr. - ジョン・ホッチキスJr. - リチャード・ジョーンズ           | ハート・418T型1.8リットル直列4気筒ターボ            | G      | 86     |
| 41 DNF | C1     | 3        | - シルクカット・ジャガー - トム・ウォーキンショー・レーシング | - デイビー・ジョーンズ - デレック・デイリー - ジェフ・クライン                     | ジャガー・XJR-9LM                                   | D      | 85     |
| 41 DNF | C1     | 3        | - シルクカット・ジャガー - トム・ウォーキンショー・レーシング | - デイビー・ジョーンズ - デレック・デイリー - ジェフ・クライン                     | ジャガー・7.0リットルV型12気筒                      | D      | 85     |
| 42 DNF | C1     | 27       | レプソル・ブルン・モータースポーツ                            | - ルディ・ゼーア - フランツ・コンラート - Andres Vilariño                          | ポルシェ・962C                                      | Y      | 81     |
| 42 DNF | C1     | 27       | レプソル・ブルン・モータースポーツ                            | - ルディ・ゼーア - フランツ・コンラート - Andres Vilariño                          | ポルシェ・935型3.0リットル水平対向6気筒ターボ       | Y      | 81     |
| 43 DNF | C1     | 5        | - ブルン・モータースポーツ - FromA・レーシング                | - ハラルド・グロース - 中谷明彦 - サレル・ヴァン・デ・マーウェ                     | ポルシェ・962C                                      | Y      | 78     |
| 43 DNF | C1     | 5        | - ブルン・モータースポーツ - FromA・レーシング                | - ハラルド・グロース - 中谷明彦 - サレル・ヴァン・デ・マーウェ                     | ポルシェ・935型3.0リットル水平対向6気筒ターボ       | Y      | 78     |
| 44 DNF | C2     | 177      | オトモビル・ルイ・デカルト                                    | - Alain Serpaggi - Yves Hervalet - ルイ・デカルト                                  | ALD・C289                                           | G      | 75     |
| 44 DNF | C2     | 177      | オトモビル・ルイ・デカルト                                    | - Alain Serpaggi - Yves Hervalet - ルイ・デカルト                                  | フォード・コスワースDFL型3.3リットルV型8気筒        | G      | 75     |
| 45 DNF | C1     | 33       | チーム・シュパン                                              | - ウィル・ホイ - ジャン・アレジ - ドミニク・ドブソン                               | ポルシェ・962C                                      | D      | 69     |
| 45 DNF | C1     | 33       | チーム・シュパン                                              | - ウィル・ホイ - ジャン・アレジ - ドミニク・ドブソン                               | ポルシェ・935型3.0リットル水平対向6気筒ターボ       | D      | 69     |
| 46 DNF | C1     | 72       | - オーバーマイヤー・レーシング - プリマガス・コンペティション | - ユルゲン・ラシック - ピエール・イベール - ポール・ベルモンド                     | ポルシェ・962C                                      | G      | 61     |
| 46 DNF | C1     | 72       | - オーバーマイヤー・レーシング - プリマガス・コンペティション | - ユルゲン・ラシック - ピエール・イベール - ポール・ベルモンド                     | ポルシェ・935型3.0リットル水平対向6気筒ターボ       | G      | 61     |
| 47 DNF | C1     | 37       | トヨタ・チーム・トムス                                        | - ジェフ・リース - ジョニー・ダンフリーズ - ジョン・ワトソン                       | トヨタ・89C-V                                       | B      | 58     |
| 47 DNF | C1     | 37       | トヨタ・チーム・トムス                                        | - ジェフ・リース - ジョニー・ダンフリーズ - ジョン・ワトソン                       | トヨタ自動車・R32V型3.2リットルV型8気筒ターボ       | B      | 58     |
| 48 DNF | C2     | 151      | Pierre-Alain Lombardi                                         | - Pierre-Alain Lombardi - ブルーノ・ソッティ - ファビオ・マニャーニ                | スパイス・SE86C                                     | G      | 58     |
| 48 DNF | C2     | 151      | Pierre-Alain Lombardi                                         | - Pierre-Alain Lombardi - ブルーノ・ソッティ - ファビオ・マニャーニ                | フォード・コスワースDFL型3.3リットルV型8気筒        | G      | 58     |
| 49 DNF | C1     | 6        | - ブルン・モータースポーツ - アルファ・レーシング・チーム     | マウリシオ・サンドロ・サラ - ワルター・レヒナー - ローランド・ラッツェンバーガー   | ポルシェ・962C                                      | Y      | 58     |
| 49 DNF | C1     | 6        | - ブルン・モータースポーツ - アルファ・レーシング・チーム     | マウリシオ・サンドロ・サラ - ワルター・レヒナー - ローランド・ラッツェンバーガー   | ポルシェ・935型3.0リットル水平対向6気筒ターボ       | Y      | 58     |
| 50 DNF | C1     | 36       | トヨタ・チーム・トムス                                        | - 小河等 - パオロ・バリッラ - ロス・チーバー                                       | トヨタ・89C-V                                       | B      | 45     |
| 50 DNF | C1     | 36       | トヨタ・チーム・トムス                                        | - 小河等 - パオロ・バリッラ - ロス・チーバー                                       | トヨタ自動車・R32V型3.2リットルV型8気筒ターボ       | B      | 45     |
| 51 DNF | C1     | 11       | ポルシェ・クレマー・レーシング                                | - 岡田秀樹 - ジョージ・フーシェ - 関谷正徳                                         | ポルシェ・962CK6                                    | Y      | 42     |
| 51 DNF | C1     | 11       | ポルシェ・クレマー・レーシング                                | - 岡田秀樹 - ジョージ・フーシェ - 関谷正徳                                         | ポルシェ・935型3.0リットル水平対向6気筒ターボ       | Y      | 42     |
| 52 DNF | C2     | 105      | - Porto Kaleo Team - ノエル・デル・ベロ                       | - ジャン＝クロード・ジャスティス - ノエル・デル・ベロ - Jean-Claude Ferrarin       | Tiga GC289                                          | G      | 36     |
| 52 DNF | C2     | 105      | - Porto Kaleo Team - ノエル・デル・ベロ                       | - ジャン＝クロード・ジャスティス - ノエル・デル・ベロ - Jean-Claude Ferrarin       | フォード・コスワースDFL型3.3リットルV型8気筒        | G      | 36     |
| 53 DNF | C1     | 38       | トヨタ・チーム・トムス                                        | - 星野薫 - Didier Artzet - 鈴木恵一                                                | トヨタ・88C                                         | B      | 20     |
| 53 DNF | C1     | 38       | トヨタ・チーム・トムス                                        | - 星野薫 - Didier Artzet - 鈴木恵一                                                | トヨタ自動車・3S-GTM型2.1リットル直列4気筒ターボ    | B      | 20     |
| 54 DNF | C2     | 175      | ADAエンジニアリング                                           | - イアン・ハローワー - ローレンス・ブリストウ - コーリン・プール                   | ADA・02B                                            | ?      | 14     |
| 54 DNF | C2     | 175      | ADAエンジニアリング                                           | - イアン・ハローワー - ローレンス・ブリストウ - コーリン・プール                   | フォード・コスワースDFL型3.3リットルV型8気筒        | ?      | 14     |
| 55 DNF | C1     | 24       | ニスモ                                                        | - ジュリアン・ベイリー - マーク・ブランデル - マーティン・ドネリー                 | 日産・R89C                                          | D      | 5      |
| 55 DNF | C1     | 24       | ニスモ                                                        | - ジュリアン・ベイリー - マーク・ブランデル - マーティン・ドネリー                 | 日産自動車・VRH35Z型3.5リットルV型8気筒ターボ       | D      | 5      |
| DNS    | C1     | 51       | WMセカテバ                                                    | - ロジャー・ドルシー - ミシェル・メゾヌーヴ - フィリップ・ ガッチェ                | WM・P489                                            | M      | -      |
| DNS    | C1     | 51       | WMセカテバ                                                    | - ロジャー・ドルシー - ミシェル・メゾヌーヴ - フィリップ・ ガッチェ                | プジョー・ZNS4型3.0リットルV型6気筒ターボ           | M      | -      |
| DNQ    | C1     | 26       | Mussato Action Car                                            | - アルモ・コッペリ - フランコ・スカピニ - エルンスト・フランツマイアー             | ランチア・LC2                                       | D      | -      |
| DNQ    | C1     | 26       | Mussato Action Car                                            | - アルモ・コッペリ - フランコ・スカピニ - エルンスト・フランツマイアー             | フェラーリ・308C型3,015ccV型8気筒ターボ             | D      | -      |
| DNQ    | C2     | 176      | オトモビル・ルイ・デカルト                                    | - ティエリー・セラファティー - Sylvain Boulay - William Batmalle                   | ALD・04                                             | G      | -      |
| DNQ    | C2     | 176      | オトモビル・ルイ・デカルト                                    | - ティエリー・セラファティー - Sylvain Boulay - William Batmalle                   | BMW・M80型3.5リットル直列6気筒                      | G      | -      |
| DNQ    | C2     | 178      | ディディエ・ボネ                                              | - ディディエ・ボネ - ジェラール・トランブレイ - Gérard Cuynet                      | ALD・05                                             | A      | -      |
| DNQ    | C2     | 178      | ディディエ・ボネ                                              | - ディディエ・ボネ - ジェラール・トランブレイ - Gérard Cuynet                      | BMW・M80型3.5リットル直列6気筒                      | A      | -      |
| DNQ    | C2     | 179      | ディディエ・ボネ                                              | - ジャン＝リュック・コリン - フランソワ・カルドン - Yves Bey-Rozet                 | ALD・06                                             | G      | -      |
| DNQ    | C2     | 179      | ディディエ・ボネ                                              | - ジャン＝リュック・コリン - フランソワ・カルドン - Yves Bey-Rozet                 | BMW・M80型3.5リットル直列6気筒                      | G      | -      |